# کهنوج (آسفیج)
کهنوج (آسفیج)، روستایی از توابع بخش آسفیج شهرستان بهاباد در استان یزد ایران است.

## جمعیت
این روستا در دهستان اسفیج قرار دارد و براساس سرشماری مرکز آمار ایران در سال ۱۳۸۵، جمعیت آن ۱۲۵ نفر (۳۴خانوار) بوده‌است.